# Saison 2014 de l'équipe de France espoirs de cyclisme sur route
La saison 2014 de l'équipe de France espoirs de cyclisme sur route comprend également la Polynormande et le Tour de l'Ain faits sous l'appellation Équipe nationale de France amateurs. L'équipe est dirigée par Pierre-Yves Chatelon.

## Déroulement de la saison
L'équipe est dirigée par Pierre-Yves Chatelon.
La sélection été 2014, est composée de : Lilian Calmejane, Romain Campistrous, Loïc Chetout, Alexis Dulin, Pierre Gouault, Quentin Jauregui, Pierre Latour (seul à doubler Tour de l'Ain et Tour de l'Avenir), Julien Loubet, Jérôme Mainard, Jérémy Maison, Guillaume Martin et Quentin Pacher.

### Tour des Flandres espoirs 2014
La sélection pour le Tour des Flandres espoirs 2014 est la suivante : Thomas Boudat, Loïc Chetout, Olivier Le Gac, Jérémy Leveau, Marc Sarreau et Anthony Turgis.
L'épreuve se conclus par un sprint et le meilleur Français est Anthony Turgis avec sa dix-septième place de l'épreuve

### Côte picarde 2014
La sélection pour la Côte picarde 2014 est la suivante : Thomas Boudat, Loïc Chetout, Olivier Le Gac, Jérémy Leveau, Lorrenzo Manzin et Marc Sarreau.
Thomas Boudat prend la deuxième place de l'épreuve en réglant au sprint un petit groupe qui finit sur les bottes du vainqueur de la course. Loïc Chetout imite son coéquipier en réglant le groupe pour la dixième place quelques mètres derrière.

### ZLM Tour 2014
La sélection pour le ZLM Tour 2014 est la suivante : Thomas Boudat, Loïc Chetout, Cédric Delaplace, Jérémy Leveau, Lorrenzo Manzin et Marc Sarreau.
Thomas Boudat remporte l'épreuve en s'extirpant d'un petit groupe allant se jouer la gagne. Marc Sarreau termine troisième, Loïc Chetout dixième et Lorrenzo Manzin douzième.

### Rhône-Alpes Isère Tour 2014
La sélection pour le Rhône-Alpes Isère Tour 2014 est la suivante : Quentin Jauregui, Dylan Kowalski, Kévin Ledanois, Guillaume Martin, Thibault Nuns et Anthony Turgis.
Quentin Jauregui s'impose lors d'un sprint à trois sur la première étape mais perd le maillot de leader deux jours plus tard. Au général le meilleur coureur est Guillaume Martin avec sa vingt-neuvième place à plus d'un quart d'heure du vainqueur de l'épreuve. Il est le seul de l'équipe à finir l'épreuve avec Kévin Ledanois.

### Contre-la-montre des championnats d'Europe espoirs 2014
La sélection pour le contre-la-montre des moins de 23 ans est la suivante : Bruno Armirail, Alexis Guérin et Dylan Kowalski.
Bruno Armirail prend la onzième place de l'épreuve, Dylan Kowalski la vingt-neuvième et Alexis Guérin la trente-et-unième.

### Course en ligne des championnats d'Europe espoirs 2014
La sélection pour la course en ligne des moins de 23 ans est la suivante : Thomas Boudat, Loïc Chetout, Quentin Jauregui, Dylan Kowalski, Kévin Ledanois, Marc Sarreau et Anthony Turgis.
Anthony Turgis s'empare de la médaille de bronze en étant battu au sprint par ses deux compagnons d'échappés. Thomas Boudat règle le peloton pour la quatrième place à quelques mètres du trio de tête.

### Polynormande 2014
La sélection pour la Polynormande 2014 est la suivante : Yann Guyot, François Bidard, Loïc Chetout, Romain Combaud, Pierre Latour, Jérémy Leveau, Cédric Delaplace et Alexis Dulin. Elle prend le nom d'Équipe nationale de France amateurs.
Yann Guyot termine quatrième de l'épreuve.

### Tour de l'Ain 2014

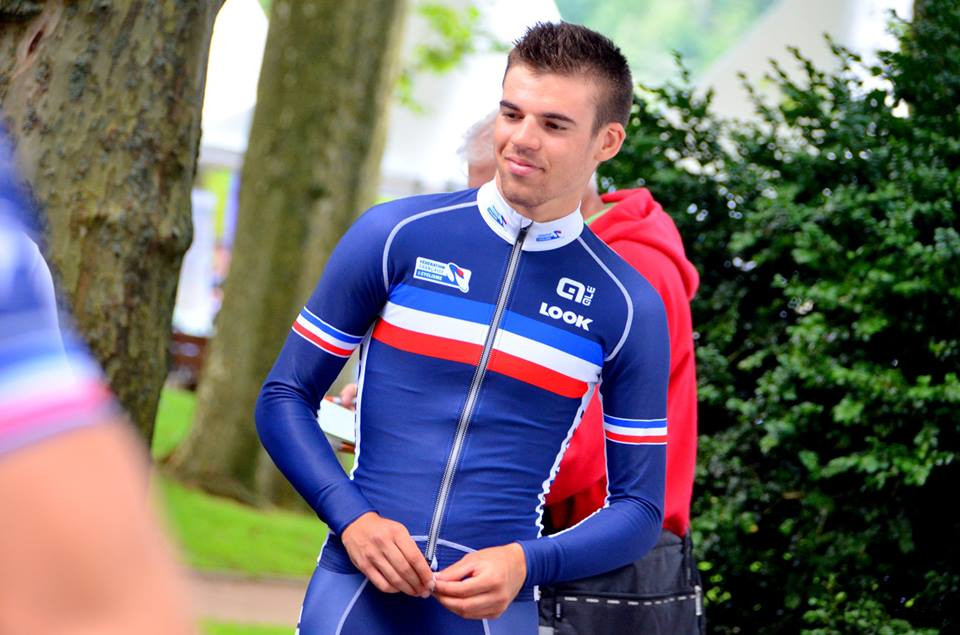
Lilian Calmejane sous les couleurs de l'équipe de France espoirs lors du prologue du Tour de l'Ain 2014 à Saint-Amour.

La sélection pour le Tour de l'Ain 2014 est la suivante : Lilian Calmejane, Alexis Dulin, Pierre Latour, Julien Loubet, Jérôme Mainard et Quentin Pacher.
Pierre Latour termine meilleur coureur de l'équipe avec sa neuvième place finale au classement général grâce notamment à sa sixième place lors de l'étape reine. Il remporte également le prix de la combativité.

### Tour de l'Avenir 2014
La sélection pour le Tour de l'Avenir 2014 est la suivante : Loïc Chetout, Pierre Gouault, Quentin Jauregui, Pierre Latour, Jérémy Maison et Guillaume Martin.
Pierre Latour termine meilleur Français avec sa sixième place tandis que Jérémy Maison termine à la neuvième place final. L'équipe n'empoche aucune victoire d'étape. Elle termine également deuxième du classement par équipes. L'équipe perd par la même occasion la tête du classement final de l'UCI Coupe des Nations U23 2014 au profit de la Belgique.

### Tour du Jura 2014
La sélection pour le Tour du Jura 2014 est la suivante : Bruno Armirail, Thomas Boudat, Rémi Cavagna, Loïc Chetout, Quentin Jauregui, Pierre Latour, Kévin Ledanois et Jérémy Leveau.
Kévin Ledanois remporte l'épreuve alors que Pierre Latour monte également sur le podium avec sa troisième place à l'arrivée.

### Tour du Doubs 2014
La sélection pour le Tour du Doubs 2014 est la suivante : Julien Bernard, Thomas Boudat, Loïc Chetout, Hugo Hofstetter, Pierre Latour, Kévin Ledanois, Jérémy Leveau et Nans Peters.
Nans Peters finit meilleur coureur de la formation avec sa treizième place.

### Contre-la-montre des championnats du monde espoirs 2014
La sélection pour le contre-la-montre des moins de 23 ans est la suivante : Bruno Armirail et Rémi Cavagna avec comme remplaçant Thomas Boudat. Décevant les deux coureurs français finissent loin avec la 40e place de Rémi Cavagna et la 46e de Bruno Armirail.

### Course en ligne des championnats du monde espoirs 2014
La sélection pour la course en ligne des moins de 23 ans est la suivante : Thomas Boudat, Loïc Chetout, Quentin Jauregui, Pierre Latour, Kévin Ledanois et Jérémy Leveau avec comme remplaçant Anthony Turgis.
Bien qu'ayant attaqué à tour de rôle durant toute la course, les Français n'ont pas su s'isoler pour la victoire finale. Thomas Boudat finit le mieux placé avec sa 27e place à cause notamment de son isolement dans le final.

## Coureurs et encadrement technique

### Effectif
Ce tableau reprend tous les coureurs ayant participé à au moins une course sous le maillot de l'équipe de France espoirs ou celui de l'équipe de France amateurs. Il ne prend pas en compte les coureurs ayant effectué que les stages.
| Coureur          | Date de naissance | Équipe 2014               | TdF | CôP | ZLM | Rhô | ClE | CoE | Pol | Ain | Ave | Jur | Dou | ClM | CoM | Total |
| ---------------- | ----------------- | ------------------------- | --- | --- | --- | --- | --- | --- | --- | --- | --- | --- | --- | --- | --- | ----- |
| Bruno Armirail   | 11 avril 1994     | Armée de Terre            |     |     |     |     | ✔️  |     |     |     |     | ✔️  |     | ✔️  |     | 3     |
| Julien Bernard   | 17 mars 1992      | SCO Dijon                 |     |     |     |     |     |     |     |     |     |     | ✔️  |     |     | 1     |
| François Bidard  | 19 mars 1992      | Chambéry CF               |     |     |     |     |     |     | ✔️  |     |     |     |     |     |     | 1     |
| Thomas Boudat    | 24 février 1994   | Vendée U                  | ✔️  | ✔️  | ✔️  |     |     | ✔️  |     |     |     | ✔️  | ✔️  |     | ✔️  | 7     |
| Lilian Calmejane | 6 décembre 1992   | Vendée U                  |     |     |     |     |     |     |     | ✔️  |     |     |     |     |     | 1     |
| Rémi Cavagna     | 10 août 1995      | Pro Immo Nicolas Roux     |     |     |     |     |     |     |     |     |     | ✔️  |     | ✔️  |     | 2     |
| Loïc Chetout     | 23 septembre 1992 | GSC Blagnac Vélo Sport 31 | ✔️  | ✔️  | ✔️  |     |     | ✔️  | ✔️  |     | ✔️  | ✔️  | ✔️  |     | ✔️  | 9     |
| Romain Combaud   | 1er avril 1991    | Armée de Terre            |     |     |     |     |     |     | ✔️  |     |     |     |     |     |     | 1     |
| Cédric Delaplace | 5 avril 1992      | Sojasun espoir-ACNC       |     |     | ✔️  |     |     |     | ✔️  |     |     |     |     |     |     | 2     |
| Alexis Dulin     | 27 avril 1992     | Pro Immo Nicolas Roux     |     |     |     |     |     |     | ✔️  | ✔️  |     |     |     |     |     | 2     |
| Pierre Gouault   | 9 février 1993    | BigMat-Auber 93           |     |     |     |     |     |     |     |     | ✔️  |     |     |     |     | 1     |
| Alexis Guérin    | 6 juin 1992       | Etixx                     |     |     |     |     | ✔️  |     |     |     |     |     |     |     |     | 1     |
| Yann Guyot       | 26 février 1986   | Armée de Terre            |     |     |     |     |     |     | ✔️  |     |     |     |     |     |     | 1     |
| Hugo Hofstetter  | 13 février 1994   | CC Étupes                 |     |     |     |     |     |     |     |     |     |     | ✔️  |     |     | 1     |
| Quentin Jauregui | 22 avril 1994     | Roubaix Lille Métropole   |     |     |     | ✔️  |     | ✔️  |     |     | ✔️  | ✔️  |     |     | ✔️  | 5     |
| Dylan Kowalski   | 26 janvier 1994   | VC Rouen 76               |     |     |     | ✔️  | ✔️  | ✔️  |     |     |     |     |     |     |     | 3     |
| Pierre Latour    | 12 octobre 1993   | Chambéry CF               |     |     |     |     |     |     | ✔️  | ✔️  | ✔️  | ✔️  | ✔️  |     | ✔️  | 6     |
| Olivier Le Gac   | 27 août 1993      | BIC 2000                  | ✔️  | ✔️  |     |     |     |     |     |     |     |     |     |     |     | 2     |
| Kévin Ledanois   | 13 juillet 1993   | CC Nogent-sur-Oise        |     |     |     | ✔️  |     | ✔️  |     |     |     | ✔️  | ✔️  |     | ✔️  | 5     |
| Jérémy Leveau    | 17 avril 1992     | VC Rouen 76               | ✔️  | ✔️  | ✔️  |     |     |     | ✔️  |     |     | ✔️  | ✔️  |     | ✔️  | 7     |
| Julien Loubet    | 11 janvier 1985   | GSC Blagnac Vélo Sport 31 |     |     |     |     |     |     |     | ✔️  |     |     |     |     |     | 1     |
| Jérôme Mainard   | 25 août 1986      | CR4C Roanne               |     |     |     |     |     |     |     | ✔️  |     |     |     |     |     | 1     |
| Jérémy Maison    | 21 juillet 1993   | VC Toucy                  |     |     |     |     |     |     |     |     | ✔️  |     |     |     |     | 1     |
| Lorrenzo Manzin  | 26 juillet 1994   | UC Nantes Atlantique      |     | ✔️  | ✔️  |     |     |     |     |     |     |     |     |     |     | 2     |
| Guillaume Martin | 9 juin 1993       | CC Étupes                 |     |     |     | ✔️  |     |     |     |     | ✔️  |     |     |     |     | 2     |
| Thibault Nuns    | 10 mai 1994       | Océane U-Top 16           |     |     |     | ✔️  |     |     |     |     |     |     |     |     |     | 1     |
| Quentin Pacher   | 6 janvier 1992    | AVC Aix-en-Provence       |     |     |     |     |     |     |     | ✔️  |     |     |     |     |     | 1     |
| Nans Peters      | 12 mars 1994      | Chambéry CF               |     |     |     |     |     |     |     |     |     |     | ✔️  |     |     | 1     |
| Marc Sarreau     | 10 juin 1993      | Armée de Terre            | ✔️  | ✔️  | ✔️  |     |     | ✔️  |     |     |     |     |     |     |     | 4     |
| Anthony Turgis   | 16 mai 1994       | CC Nogent-sur-Oise        | ✔️  |     |     | ✔️  |     | ✔️  |     |     |     |     |     |     |     | 3     |

## Bilan de la saison

### Victoires
| Date       | Course                              | Pays     | Classe | Vainqueur        |
| ---------- | ----------------------------------- | -------- | ------ | ---------------- |
| 19/04/2014 | ZLM Tour                            | Pays-Bas | 1.Ncup | Thomas Boudat    |
| 15/05/2014 | 1re étape du Rhône-Alpes Isère Tour | France   | 2.2    | Quentin Jauregui |
| 13/09/2014 | Tour du Jura                        | Suisse   | 1.2    | Kévin Ledanois   |